# 元琎
元琎（554年—591年7月5日），字宝首，河南郡洛阳县（今河南省洛阳市东）人，魏献文帝拓跋弘后裔，北周、隋朝官员。

## 生平
元琎以车骑大将军、仪同三司为起家官，以长子的身份袭爵义安郡公，食邑一千五百户。建德六年（577年）二月，北齐任城王高湝招募数万兵马占据冀州信都郡抵抗北周，元琎跟随齐王宇文宪将高湝讨伐平定。消灭北齐后，元琎先后出任平州刺史、右十军府长史。隋朝建立后，元琎出任十一军右车骑将军，转任左五军左车骑，很快接受诏令护卫秦王杨俊前往藩府。开皇十一年（591年），江东汪文进起兵反叛，蒲山公李宽受命讨伐，引荐元琎为长史。开皇十一年六月九日（591年7月5日），元琎因病在会稽去世，虚岁三十八，开皇十一年岁次辛亥月己卯朔廿四日壬寅（591年10月17日）归葬于大兴小陵原。

## 家庭

### 祖父
- 元泰，北魏太尉、高阳王[1]

### 父亲
- 拓跋善，北周使持节、骠骑大将军、开府仪同三司、给事黄门侍郎、左卫将军、义安章公[1]